# ملی‌گرایی چپ
ملی‌گرایی چپ‌گرا یا ناسیونالیسم چپ‌گرا (انگلیسی: Left-wing nationalism) نوعی از ناسیونالیسم را تشریح می‌کند که بر پایه عدالت اجتماعی، حاکمیت مردم و خودمختاری ملی استوار است. این دیدگاه نشأت گرفته از ژاکوبینیزم در انقلاب فرانسه است. ملی‌گرایی چپ‌گرا در اساس ضدیت علیه امپریالیسم را ترویج می‌کند. اگرچه بعضی اشکال این نوع چپ‌گرایی وجوهی از تمایلات عرقی را دارند و اقلیت‌ها را نیز رد می‌کنند، ولی این دیدگاه در مقابل ناسیونالیسم راست‌گرا قرار دارد و ناسیونالیسم عرقی و فاشیسم را رد می‌کند.
ناسیونالیسم میانه‌رو با انترناسیونالیسم ناسازگار نیست، ولی ناسیونالیسم تندرو مخالف آن 
است.

## برجسته‌ترین جنبش‌های چپ‌گرای ملی
برجسته‌ترین جنبش‌های چپ‌گرای ملی که در تاریخ دیده شده‌است یکی کنگره ملی هندوستان متعلق به ماهاتما گاندی است که استقلال هندوستان را محقق کرد. شین فین حزب اصلی جمهوریخواه ایرلند، حزب ملی اسکاتلند و کنگره ملی آفریقا با رهبری نلسون ماندلا که موفق شد علیه آپارتاید قیام کند از جمله جنبش‌های چپ‌گرای ملی بشمار می‌روند.

## مارکسیسم و ناسیونالیزم
مارکسیسم ملت‌ها را ساختاری اقتصادی-اجتماعی می‌داند که بعد از فروپاشی نظام فئودالی شکل گرفته‌است. مارکسیسم کلاسیک عقیده دارد که ناسیونالیسم پدیده‌ای بورژوایی است که با مارکسیسم همخوانی ندارد. مارکسیسم در بعضی مقاطع از جنبش‌های ناسیونالیستی که در جهت منافع جنگ طبقاتی عمل می‌کردند دفاع کرده ولی آن دسته از جنبش‌های ناسیونالیستی که می‌خواسته‌اند مانع جدال کارگران علیه بورژوازی و دستیابی به اهدافشان شوند را رد کرده‌است.
مارکسیست‌ها بعضی ملت‌ها را پیشرو و بعضی از آن‌ها را ارتجاعی ارزیابی کرده‌اند. ژوزف استالین تعابیر مارکس را تأیید می‌کرد ولی برای مثال نسبت به ملی‌گرایی پرولتاریایی که در چارچوب انترناسیونالیسم باعث رشد جدال طبقاتی می‌شد چشم پوشی می‌کرد.